# Jan Roëde

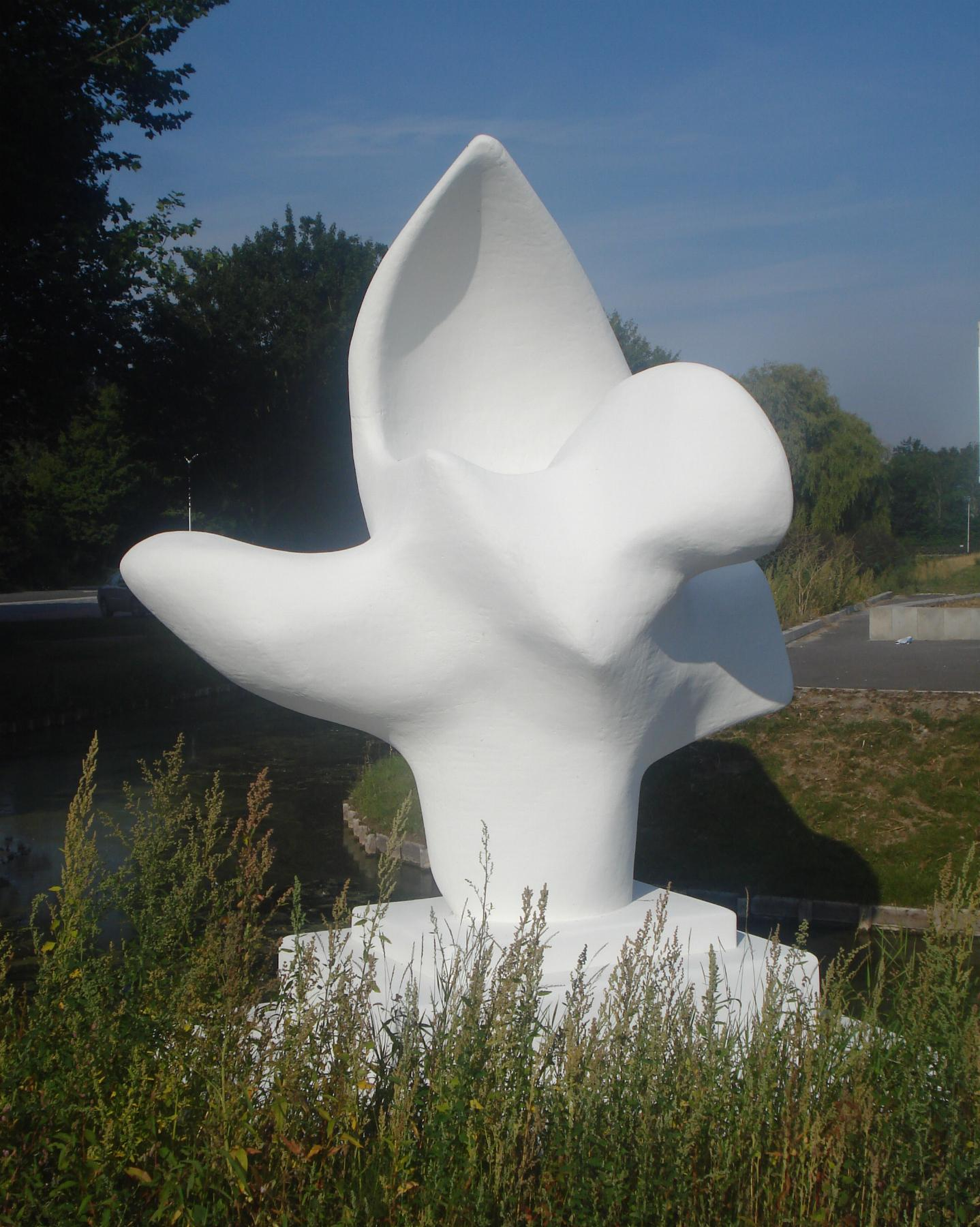
Skulpturen Vit ängel i Hillegom skapad av Jan Roëde.

Jan Roëde, född 13 juni 1914 i Groningen, död 30 maj 2007, var en nederländsk konstnär.
Roëde utbildade sig i Haag och under längre vistelser i Paris. Han kom på sommaren 1946 till Torekov i Skåne som van Gogh-stipendiat, vistelsen i Torekov medförde att han senare kom att vistas periodvis i Sverige. Separat ställde han bland annat ut på Gummesons konsthall i Stockholm. Hans konst består av abstrakta kompositioner. 